# Marius Wolf
Marius Wolf (* 27. Mai 1995 in Coburg) ist ein deutscher Fußballspieler. Er ist offensiv wie defensiv auf der rechten Außenbahn einsetzbar und steht beim FC Augsburg unter Vertrag. Wolf lief 2015 einmal für die deutsche U20 auf und war 2023 A-Nationalspieler. 

## Vereinskarriere

### Jugendzeit
Wolf begann beim VfB Einberg, einem Verein im gleichnamigen Ortsteil seiner Heimatstadt Rödental, als Dreijähriger mit dem Fußballspielen. 2004 bis 2006 lief er für die Jugendfördergemeinschaft Fußballjugend Rödental Coburger Land – einer Spielgemeinschaft des TSV Mönchröden, der SG Rödental, des DJK/TSV Rödental und des VfB Einberg – auf. Ab Sommer 2006 trainierte er in der Deutsch-tschechischen Fußballschule, einem Projekt, in dem junge deutsche und tschechische Fußballer gemeinsam spielen und die jeweils andere Sprache erlernen sowie sich auf kultureller Ebene austauschen können.
Im Januar 2008 trat Wolf in das Nachwuchsleistungszentrum des 1. FC Nürnberg ein. Dort begann er in der U13 und durchlief in den folgenden Jahren die Juniorenklassen bis hin zur B-Jugend (U17). 2011/12 spielte er 17-mal für den Club in der B-Junioren-Bundesliga und schoss drei Tore. Ab 2010 besuchte er das Jugend-Internat des 1. FC Nürnberg und erlangte dort seine Mittlere Reife.

### TSV 1860 München
Im Sommer 2012 wechselte Wolf aus der fränkischen Heimat in die bayerische Landeshauptstadt München und schloss sich dem TSV 1860 an. In der Spielzeit 2012/13 kam er in der A-Junioren-Bundesliga auf 23 Einsätze und ein Tor. 2013/14 bestritt er alle 26 Partien, erzielte neun Tore und bereitete neun weitere vor. In der Rückrunde führte Wolf die A-Jugend (U19) der Sechzger mehrmals als Kapitän auf den Platz. Im Frühjahr 2014 verlängerte er seinen Vertrag mit 1860 München bis 2016. Eine zwischenzeitlich begonnene Ausbildung zum Bankkaufmann brach er jedoch nach einem Jahr wieder ab.
Schon am 4. Dezember 2012 war der Offensivspieler erstmals zu einem Einsatz in der ersten Mannschaft der Löwen gekommen, als er in einem Testspiel gegen die SpVgg Unterhaching eingewechselt wurde. In der Folgezeit war er regelmäßig Ergänzungsspieler in Test- und Vorbereitungsspielen. Bis zum Ende der Spielzeit 2013/14 bestritt er insgesamt sechs Freundschaftsspiele für die erste Mannschaft des TSV 1860.
Im Sommer 2014 wurde er vom neuen Trainer der Zweitligamannschaft der Sechzger Ricardo Moniz zusammen mit den weiteren Nachwuchsspielern Korbinian Burger, Richard Neudecker und Maximilian Wittek eingeladen, die Saisonvorbereitung mit der ersten Mannschaft zu bestreiten. Wolf kam in sieben Testspielen zum Einsatz und schoss ein Tor. Im ersten Spiel der U21 in der Regionalligaspielzeit 2014/15 gehörte Wolf zur Startaufstellung und schoss auch sein erstes Tor im Herrenfußball. Danach bestritt er vorerst kein Regionalligaspiel mehr und absolvierte stattdessen die restliche Vorbereitung mit der ersten Mannschaft. Beim Heimspiel gegen RB Leipzig am zweiten Spieltag der Spielzeit 2014/15 gehörte er erstmals bei einem Pflichtspiel zum Spieltagskader der Löwen. In den folgenden Wochen spielte Wolf wieder regelmäßig in der zweiten Mannschaft. Erst am 26. Oktober 2014 gegen Eintracht Braunschweig stand er wieder bei einem Zweitligaspiel im Kader der Profis, bei denen mittlerweile Markus von Ahlen Moniz als Trainer abgelöst hatte. In diesem Spiel wurde Wolf in der zweiten Halbzeit für Valdet Rama beim Stand von 1:2 eingewechselt. Wolf hatte eine Chance auf den Ausgleich, bis zum Ende des Spiels fielen allerdings keine Tore mehr. In den folgenden acht Spielen bis zur Winterpause kam Wolf immer zum Einsatz und bereitete dabei ein Tor vor. Sein erstes Tor als Profi erzielte er am 21. Februar 2015 beim 2:1-Heimsieg gegen den FC St. Pauli, in dem er den Löwen mit einem Kopfballtreffer in der 72. Spielminute zur 2:0-Führung verhalf.

### Hannover 96
Anfang Januar 2016 wechselte Wolf in die Bundesliga zu Hannover 96. Sein Erstliga-Debüt feierte er am 27. Februar 2016 beim 2:1-Auswärtssieg gegen den VfB Stuttgart. Bei Hannover 96 konnte sich Wolf, auch nach dem Abstieg in die 2. Bundesliga, nicht durchsetzen. Nachdem der Offensivspieler bereits einige Spiele bei der zweiten Mannschaft in der viertklassigen Regionalliga Nord gespielt hatte, wurde er im September 2016 vom damaligen Trainer Daniel Stendel aus der ersten Mannschaft aussortiert und fest in die zweite Mannschaft versetzt.

### Eintracht Frankfurt
Ende Januar 2017 wechselte Wolf – zunächst bis zum Ende der Saison 2016/17 auf Leihbasis – zum Bundesligisten Eintracht Frankfurt. Ursprünglich war ein Wechsel zum Zweitligisten VfL Bochum vorgesehen. Am 4. April 2017 gab er beim Bundesligaspiel gegen den 1. FC Köln sein Debüt und stand bei der 0:1-Niederlage in der Startelf. In der Sommerpause wurde das Leihgeschäft für die Spielzeit 2017/18 verlängert. Sein erstes Bundesligator erzielte Wolf am 21. Oktober 2017 (9. Spieltag) im Heimspiel gegen seinen späteren Verein Borussia Dortmund mit dem Treffer zum 2:2-Endstand in der 68. Minute.
Am 26. Januar 2018 zog die Eintracht die Kaufoption für Wolf und stattete ihn mit einem Vertrag bis zum 30. Juni 2020 aus. Laut Horst Heldt, zu diesem Zeitpunkt Sportdirektor von Hannover 96, sei der Marktwert von Wolf um ein Vielfaches höher als die ein Jahr zuvor ausgehandelte Kaufoption von 500.000 Euro gewesen. Im Mai 2018 gewann Wolf mit der Eintracht nach einem 3:1-Finalsieg gegen den FC Bayern München den DFB-Pokal.

### Borussia Dortmund
Zur Saison 2018/19 wechselte Wolf zum Ligakonkurrenten Borussia Dortmund, bei dem er Ende Mai 2018 einen Vertrag mit einer Laufzeit bis zum 30. Juni 2023 unterschrieb. Nachdem er auf der rechten offensiven Außenbahn nur bedingt überzeugen konnte, kam er unter Trainer Lucien Favre in der Rückrunde häufiger als Ersatz für Łukasz Piszczek als rechter Außenverteidiger zum Einsatz. Nach einer roten Karte im zweiten Revierderby der Saison am 31. Spieltag wurde Wolf für drei Spiele gesperrt und konnte so nicht mehr aktiv in den Meisterschaftskampf seiner Mannschaft, die am Ende Vizemeister wurde, eingreifen. Im August 2019 gewann Wolf seinen ersten Titel mit dem Verein, als der Doublesieger der Vorsaison, der FC Bayern München, mit 2:0 im DFL-Supercup besiegt wurde.

### Leihweise bei Hertha BSC und beim 1. FC Köln
Nach dem dritten Spieltag der Saison 2019/20 wurde Wolf ohne Saisoneinsatz bis Juni 2020 an den Ligakonkurrenten Hertha BSC verliehen; der Leihkontrakt enthielt eine Kaufoption. In Berlin entwickelte sich der Franke, der ausnahmslos als Rechtsaußen auflief, zum Stammspieler. Ab dem 26. Spieltag fiel er jedoch verletzungsbedingt aus und konnte bis Saisonende nicht mehr aktiv werden. Die Hertha zog die Kaufoption nicht.
Zur Saison 2020/21 kehrte Wolf zunächst nach Dortmund zurück, hatte aber auf der rechten Außenbahn die Neuverpflichtung Thomas Meunier sowie den erfahreneren Łukasz Piszczek wie auch den zurückgekehrten Felix Passlack und Stammkraft Jadon Sancho vor sich. Ohne Einsatz wurde er nach dem zweiten Spieltag bis zum Saisonende an den Ligakonkurrenten 1. FC Köln verliehen. In Köln war Wolf auf Anhieb bis zum Saisonende Teil der Stammformation und verpasste nur ein Ligaspiel. In der Hinrunde bespielte er die rechte Außenbahn defensiv wie halboffensiv und lief auch dreimal als Mittelstürmer auf, in der Rückrunde agierte Wolf auf dem Flügel überwiegend offensiv. Beim 2:1 über seinen Hauptverein Dortmund bereitete er beide Tore vor, gegen Arminia Bielefeld sorgten seine Treffer für einen 3:1-Sieg und ein Assist beim Auswärtssieg in Augsburg führte ebenfalls zu drei Punkten. Im Pokal schieden Köln und sein Spieler im Achtelfinale aus, in der Liga wurde man Sechzehnter und musste in der Relegation gegen Holstein Kiel spielen. Einem 0:1 im Hinspiel folgte ein 5:1-Auswärtssieg im Rückspiel, woraufhin die Mannschaft in der Bundesliga verblieb.

### Rückkehr nach Dortmund
Nach seiner Rückkehr nahm Wolf unter dem neuen Übungsleiter Marco Rose am Trainingslager in Bad Ragaz teil, wo er sich in einem Testspiel eine Sprunggelenksverletzung zuzog. Zu Beginn der Saison 2021/22 kam er regelmäßig in allen drei Wettbewerben (Liga, Pokal und Champions League) als Einwechselspieler zum Einsatz und besetzte beide Flügel sowohl defensiv als auch offensiv. Ab Herbst profitierte er von mehreren mannschaftsinternen Ausfällen, konnte sich aber auch aufgrund seiner Leistungen und seiner flexiblen Einsetzbarkeit für wiederholte Startelfmandate empfehlen. Das Magazin Spox beschrieb Wolf als „[…] keinen besonders filigranen Fußballer und keinen, der reihenweise Tore oder Vorlagen sammelt oder die großen spielerischen Highlights setzt. Aber [er] kann seiner Mannschaft viel Energie geben, ist gegen und mit dem Ball wertvoll, spielt absolut zuverlässig und ist sich auch nicht für die Drecksarbeit zu schade, die verrichtet werden muss.“
Spätestens ab Januar 2023 erarbeitete sich Wolf auf der rechten Außenbahn einen Stammplatz bei dem wieder auf die Trainerbank zurückgekehrten Edin Terzić. Er konnte im Hinrundenverlauf ein Tor gegen den SC Freiburg schießen und legte im 159. Revierderby mit einer Flanke in der Schlussphase den 1:0-Endstand durch Youssoufa Moukoko auf. Mit dem BVB blieb er in der Rückrunde der Bundesligasaison in 16 Spielen ungeschlagen, am Ende wurde die Meisterschaft aufgrund des schlechteren Torverhältnisses gegenüber dem FC Bayern knapp verpasst. In der Hinrunde der Saison 2023/24 stand Wolf in 19 von 25 Spielen auf dem Platz und wurde mit der Mannschaft in der „Todesgruppe“ der Champions League vor Newcastle United, Paris Saint-Germain und der AC Mailand Gruppensieger und steuerte hierzu einen Assist bei. In der Rückserie setzte Terzić zuerst auf Thomas Meunier und nach dessen Genesung auf Julian Ryerson. In der Saisonendphase erhielt Wolf wieder vereinzelte Einsätze, wurde mit der Borussia Fünfter und unterlag mit ihr im Endspiel der Champions League. Im Anschluss an die Saison verließ er den Verein, nachdem er keinen neuen Vertrag erhielt.

### Wechsel nach Augsburg
Zur Spielzeit 2024/25 wechselte Wolf innerhalb der Bundesliga zum FC Augsburg.

## Nationalmannschaft
Am 3. September 2015 gehörte Wolf beim 2:1-Testspielsieg gegen die U21-Nationalmannschaft Dänemarks zum Kader der U21-Nationalmannschaft, wurde jedoch nicht eingesetzt. Sein Debüt für deutsche Juniorenmannschaften gab er am 12. November 2015 im Trikot der U20-Auswahl bei der 0:2-Niederlage im Rahmen der U20-Elite-League gegen die U20-Nationalmannschaft Italiens.
Bundestrainer Hansi Flick nominierte ihn im März 2023 erstmals für den Kader der A-Nationalmannschaft. Am 25. März 2023 debütierte er in Mainz im Länderspiel gegen die Nationalmannschaft Perus und steuerte die Vorlage zum 2:0-Endstand bei.

## Titel
Eintracht Frankfurt
- DFB-Pokalsieger: 2018

Borussia Dortmund
- DFL-Supercupsieger: 2019

## Sonstiges
Wolf ist einer der drei Protagonisten im Buch Der große Traum. Drei Jungs wollen in die Bundesliga des Autors Ronald Reng. Reng, der unter anderem die Biographie Robert Enkes schrieb, begleitete drei Jugendliche aus Fußball-Nachwuchsleistungszentren fast zehn Jahre lang, um ihren Weg aufzuzeichnen. Das Buch erschien im Juli 2021. Im Oktober 2022 wurde Der große Traum als „Fußballbuch des Jahres“ ausgezeichnet.
Zu seinem Leben und speziell zur Saison 2022/23 erschien auf DAZN die Kurzdokumentation „UNFILTERED“.